# Episodi di The Flash (sesta stagione)
La sesta stagione della serie televisiva The Flash, composta da diciannove episodi, è stata trasmessa negli Stati Uniti su The CW dall'8 ottobre 2019 al 12 maggio 2020. 
 La stagione è divisa in due Graphic Novel: la prima (ep. 1-9) è intitolata Sangue e Verità, la seconda (ep. 10-19, 7x01-03) è intitolata Riflessi e Bugie. Quest'ultima continua con i primi 3 episodi della stagione successiva.
A causa dell'emergenza COVID-19, la produzione della stagione è stata fermata al 19º episodio invece dei 22 totali inizialmente previsti, ritardandone la trasmissione. Per evitare ulteriori ritardi si è deciso di rendere l'ultimo episodio trasmesso prima dell'interruzione l'episodio di fine stagione, recuperando quelli mancanti con la futura settima stagione.
In Italia la stagione è andata in onda dal 26 marzo all'8 dicembre 2020 su Premium Action. 
 Inizialmente la trasmissione degli episodi dal 10 in poi era stata programmata con la messa in onda degli episodi originali con sottotitoli in italiano a causa dell'emergenza COVID-19 che aveva bloccato la continuazione del doppiaggio; tuttavia il 6 maggio 2020, con un post sulla pagina Facebook ufficiale, la rete ne aveva annunciato la ripresa. Gli ultimi 4 episodi sono stati trasmessi dal 17 novembre all'8 dicembre 2020, dopo la pausa estiva. 
 In chiaro la stagione è andata in onda su Italia 1 nel day-time pomeriggio: l'episodio 9, in quanto crossover, è andato in onda il 6 febbraio 2021, mentre il resto della stagione è stata trasmessa dal 20 marzo al 5 giugno 2021 ogni sabato con due episodi. Nelle giornate in cui si è svolto il Campionato mondiale di Formula E, le cui dirette sono state trasmesse in esclusiva in chiaro su Italia 1, gli episodi non sono andati in onda.
Il crossover annuale è ispirato al fumetto Crisi sulle Terre infinite e dura ben 3 ore e 30 minuti, suddiviso in cinque parti, con la quinta stagione di Supergirl, prima stagione di Batwoman, ottava e ultima stagione di Arrow e quinta stagione di DC's Legends of Tomorrow.
Gli antagonisti principali di questa stagione sono Ramsey Rosso/Bloodwork, l'Anti-Monitor (solo in Crisi sulle Terre infinite), la Black Hole e Eva McCulloch/Mirror Monarch.
| n°               | Titolo originale                           | Titolo italiano                               | Prima TV USA     | Prima TV Italia  |
| Sangue e Verità  | Sangue e Verità                            | Sangue e Verità                               | Sangue e Verità  | Sangue e Verità  |
| ---------------- | ------------------------------------------ | --------------------------------------------- | ---------------- | ---------------- |
| 1                | Into the Void                              | Nel vuoto                                     | 8 ottobre 2019   | 26 marzo 2020    |
| 2                | A Flash of the Lightning                   | Un lampo di fulmine                           | 15 ottobre 2019  | 2 aprile 2020    |
| 3                | Dead Man Running                           | Uomo morto che corre!                         | 22 ottobre 2019  | 9 aprile 2020    |
| 4                | There Will Be Blood                        | Paura e sangue                                | 29 ottobre 2019  | 16 aprile 2020   |
| 5                | Kiss Kiss Breach Breach                    | Psicosi da breccia                            | 5 novembre 2019  | 23 aprile 2020   |
| 6                | License to Elongate                        | Licenza di allungarsi                         | 19 novembre 2019 | 30 aprile 2020   |
| 7                | The Last Temptation of Barry Allen, Part 1 | L'ultima tentazione di Barry Allen - I Parte  | 26 novembre 2019 | 7 maggio 2020    |
| 8                | The Last Temptation of Barry Allen, Part 2 | L'ultima tentazione di Barry Allen - II Parte | 3 dicembre 2019  | 14 maggio 2020   |
| 9                | Crisis On Infinite Earths: Hour Three      | Crisi sulle Terre infinite - III Parte        | 10 dicembre 2019 | 21 maggio 2020   |
| Riflessi e Bugie |                                            |                                               |                  |                  |
| 10               | Marathon                                   | Maratona                                      | 4 febbraio 2020  | 28 maggio 2020   |
| 11               | Love Is A Battlefield                      | L'amore è un campo di battaglia               | 11 febbraio 2020 | 4 giugno 2020    |
| 12               | A Girl Named Sue                           | Una ragazza di nome Sue                       | 18 febbraio 2020 | 11 giugno 2020   |
| 13               | Grodd Friended Me                          | Il mio amico Grodd                            | 25 febbraio 2020 | 18 giugno 2020   |
| 14               | Death of The Speed Force                   | Morte della forza della velocità              | 10 marzo 2020    | 25 giugno 2020   |
| 15               | The Exsorcism of Nash Wells                | L'esorcismo di Nash Wells                     | 17 marzo 2020    | 2 luglio 2020    |
| 16               | So Long and Goodnight                      | Arrivederci e buonanotte                      | 21 aprile 2020   | 17 novembre 2020 |
| 17               | Liberation                                 | Liberazione                                   | 28 aprile 2020   | 24 novembre 2020 |
| 18               | Pay the Piper                              | Paga il Pifferaio                             | 5 maggio 2020    | 1º dicembre 2020 |
| 19               | Success is Assured                         | Il successo è assicurato                      | 12 maggio 2020   | 8 dicembre 2020  |

## Nel vuoto
- Titolo originale: Into The Void
- Diretto da: Gregory Smith
- Scritto da: Eric Wallace e Kelly Wheeler

### Trama
Poco dopo aver perso Nora, Barry e Iris trovano il suo messaggio distrutto da Monitor. Quattro mesi dopo, sembrano aver fatto i conti con quello che è successo, ma gli altri non ne sono convinti. Mentre recupera la tuta scartata di Nora nella discarica, Iris viene quasi risucchiata da un buco nero. La sua indagine su ciò che l'ha causata la porta a Chester P. Runk, che ha costruito una macchina per aprire i buchi neri solo per finire catatonica dopo che metà della sua coscienza è stata assorbita in esso. Ancora peggio, il buco nero si apre su Central City; molto più grande di prima. Usando la tecnologia del guanto di riserva di Nora, Barry si tuffa nel buco nero, recupera la coscienza di Runk e la rimette in lui; ripristinandolo e chiudendo il buco nero per sempre. Nel frattempo, Caitlin aiuta Frost a imparare a vivere la propria vita e cerca di dissuadere un suo collega, Ramsey Rosso, dall'usare la materia oscura per curare i suoi pazienti. Rosso ignora gli avvertimenti di Caitlin e mette alla prova la sua cura su se stesso, solo per mostrare poteri metaumani. Altrove, Barry e Iris apprendono che il Monitor ha distrutto il messaggio di Nora per dissuadere Barry dal cercare di cambiare il suo destino durante la crisi imminente, dicendogli che deve morire in modo che miliardi possano vivere.
- Ascolti USA: telespettatori 1 620 000[12]

## Un lampo di fulmine
- Titolo originale: A Flash of the Lightning
- Diretto da: Chris Peppe
- Scritto da: Sam Chalsen e Jeff Hersh

### Trama
Rifiutando di rinunciare alla speranza, Barry decide di viaggiare nel tempo fino al giorno dopo la sua scomparsa per scoprire cosa succede realmente durante la crisi. Tuttavia, una barriera anti-materia gli impedisce di arrivarci e dopo aver subito una ferita unica, si reca sulla Terra-3 per vedere Jay Garrick e sua moglie, Joan Williams. Usando una macchina costruita da Jay, inviano la mente di Barry attraverso il muro anti-materia, facendogli vedere miliardi di linee temporali in cui il multiverso viene distrutto e quello in cui muore salvandolo. L'esperienza lo lascia incerto su cosa fare, anche se in seguito Joe lo rassicura che la sua morte non è un segno che ha rinunciato. Nel frattempo, Cecile affronta un caso che coinvolge la giovane meta, Allegra Garcia. I suoi poteri le dicono che è innocente, quindi le chiede di essere rilasciata. Tuttavia, si presenta su una scena del crimine dopo aver apparentemente ucciso qualcuno. Anche se Joe le dice come funziona, Cecile crede ancora che Allegra sia innocente. Proprio in quel momento, la meta cugina di Allegra, Esperanza, attacca il CCPD per ucciderla. Barry la sconfigge e cancella il nome di Allegra. A seguito di ciò, Cecile decide di diventare un avvocato difensore dei metumani. Altrove, Rosso continua a conoscere meglio i suoi poteri.
- Ascolti USA: telespettatori 1 270 000[13]

## Uomo morto che corre!
- Titolo originale: Dead Man Running
- Diretto da: Sarah Boyd
- Scritto da: Lauren Barnett e Thomas Pound

### Trama
Rosso trasforma inavvertitamente il cannoniere Mitch Romero in uno zombie, portandolo ad attaccare e uccidere il suo equipaggio in cerca di materia oscura per rafforzarsi. Barry e Frost indagano, sebbene il primo lavori anche per aiutare il secondo a imparare come andare avanti senza di lui dopo la crisi e come vivere la sua vita al massimo. Usando i ricordi di Caitlin, Frost sospetta immediatamente e rintraccia Rosso, e Barry lo convince ad aiutare. Anche se Rosso quasi ruba la materia oscura mentre a S.T.A.R. Labs, Barry lo persuade a non farlo; legame per il loro tempo in prestito dopo che Rosso rivela che sta morendo di HLH, che ha preso sua madre. Romero entra in S.T.A.R. Labs, dove Rosso scopre di poterlo controllare prima che Barry e Frost lo sovraccarichino di materia oscura e lo distruggano. Nel frattempo, Cisco e Iris indagano su un avvistamento di "Harrison Wells" e incontrano brevemente Harrison "Nash" Wells, un avventuriero che è arrivato sulla Terra-1 in cerca di una sostanza chiamata "eternium". Alla fine, Barry e Iris vengono a galla con il Team Flash sul destino del primo nella crisi mentre Rosso scopre di poter manipolare la sostanza prodotta da Romero e usarla per la sua cura, sviluppando rapidamente il desiderio di averne di più.
- Ascolti USA: telespettatori 1 380 000[14]

## Paura e sangue
- Titolo originale: There Will Be Blood
- Diretto da: Marcus Stokes
- Scritto da: Lauren Certo e Sterling Gates

### Trama
Mentre Rosso ruba più sangue per la sua cura, i flashback mostrano come una volta si prese cura di sua madre prima che le fosse diagnosticato HLH e come si arrabbiò con lei per aver apparentemente rinunciato. Mentre il Team Flash elabora ciò che Barry e Iris hanno detto loro, Cisco si rifiuta di accettarlo e promette di salvare il primo. In risposta, Barry decide di addestrare Cisco a diventare il nuovo leader del Team Flash dopo aver lavorato con lui per salvare Rosso. Appare Nash Wells e si offre di aiutare in cambio di un "circuito crittografico" che sostiene che solo Cisco può costruire. I tre si intrufolano alla "McCulloch Technologies" per un siero rigenerante, anche se Cisco lo mette in tasca per salvare invece Barry e afferma che è stato venduto. Barry lo scopre più tardi e hanno una discussione accesa. Barry dà il siero a Rosso, sperando che lo salverà, ma non funziona; facendo capire a Rosso che ha bisogno di sangue inondato di adrenalina per salvarsi. Attacca l'ospedale e uccide diverse persone nonostante l'arrivo di Flash e Frost e se ne va. Mentre Barry giura di fermarlo, lui e Cisco riparano la loro amicizia. Altrove, Nash cerca nelle fogne di tenere traccia dei movimenti di Monitor.
- Ascolti USA: telespettatori 1 480 000[15]

## Psicosi da breccia
- Titolo originale: Kiss Kiss Breach Breach
- Diretto da: Menhaj Huda
- Scritto da: Kelly Wheeler e Joshua V. Gilbert

### Trama
Barry e Iris vanno in vacanza, lasciando Cisco a capo della squadra. Joe rintraccia Nash in una fogna, ma rimane intrappolato fino a quando non viene salvato da Ralph. A Caitlin viene offerto da Ramsey di unirsi a lui ma rifiuta. Breacher si reca sulla Terra-1 e informa Cisco dell'omicidio di Cynthia da parte di un hacker, la quale stava dando la caccia a Echo. Cisco decide di aiutare Breacher e scopre che lui stesso era l'assassino. Breacher dà a Cisco un'ora per consegnarsi ai Collezionisti. Cisco inganna i Collezionisti per arrestarne un ologramma, quindi si reca su Terra-19 dove si confronta con Echo, rivelando di aver usato la faccia di Cisco per incastrarlo. Dopo uno scontro, Echo viene arrestato e Breacher si scusa con Cisco per averlo accusato. Barry e Iris tornano dove sono stati informati della morte di Gypsy mentre Cisco afferma che il servizio è la prossima settimana. Più tardi, Nash dice alla squadra che ha trovato un modo per salvare Barry dalla sua morte imminente.
- Ascolti USA: telespettatori 1 190 000[16]

## Licenza di allungarsi
- Titolo originale: License to Elongate
- Diretto da: Danielle Panabaker
- Scritto da: Thomas Pound e Jeff Hersh

### Trama
Ralph segue una pista riguardante il caso di Sue Dearbon, che ha iniziato cercare la scorsa estate, a Midway City. Barry, sperando di aiutare Ralph a vivere senza di lui dopo la Crisi, chiede di poter andare con lui. Ma infiltrantosi in un gala criminale, Barry forza la mano suscitando i sospetti dell'oste, Remington Meister, che si è alleato con Esperanza, fuggita alla cattura. Durante la ricerca di Dearbon, Barry fa accidentalmente catturare se stesso e Ralph, i quali vengono lasciati a morire. Mentre Ralph ricorda a Barry che entrambe le loro identità sono importanti, riescono a fuggire, sconfiggere Esperanza e sventare l'asta di Meister; senza però riuscire a trovare Dearbon. Più tardi, Barry tiene una conferenza stampa per riconoscere ufficialmente l'uomo allungabile come uno dei protettori di Central City, Ralph e Joe sorprendono Barry onorando anche lui. Nel frattempo, Nash chiede aiuto ad Allegra, richiedendo le sue abilità per illuminare un muro pieno di eternium, che distruggerà la Terra se colpito. Lei esita, temendo di diventare come Esperanza, ma Nash la rassicura che ciò non accadrà se non lo vuole, così acconsente. Altrove, Cecile aiuta Chester a riprendersi la vita ora che i suoi poteri si sono stabilizzati. Dopo che Ralph ha raccontato a Iris che Esperanza ed i suoi misteriosi benefattori erano presenti alla serata di gala, Rosso lo attacca.
- Ascolti USA: telespettatori 1 290 000[17]

## L'ultima tentazione di Barry Allen - I Parte
- Titolo originale: The Last Temptation of Barry Allen, Pt. 1
- Diretto da: Chad Lowe
- Scritto da: Jonathan Butler e Gabriel Garza

### Trama
Nonostante i migliori sforzi di Ralph, Rosso drena il suo sangue. Frost porta Ralph ai Laboratori S.T.A.R., dove Barry gli fa una trasfusione di sangue. Tuttavia, una traccia del sangue di Rosso entra nel flusso sanguigno di Barry; facendolo svenire. La Forza della Velocità, nella forma di sua madre Nora, gli dice che il sangue di Rosso contiene la sua coscienza e lo sta lentamente infettando e gli concede l'accesso alla mente di Barry; compresa la conoscenza della sua identità segreta e la morte imminente. Usando i suoi ricordi contro di lui, Rosso cerca di convincere Barry ad unirsi a lui; promettendogli il potere di evitare non solo la sua morte, ma innumerevoli altri. La Forza della Velocità cerca di dissuadere Barry, ma lo provoca accidentalmente quando si rende conto di essere il loro pedone e non otterrà mai ciò che vuole mentre lo serve. Cisco e Frost alla fine fanno rinvenire Barry, ma quando Iris viene a controllarlo, si rende rapidamente conto che non è lui. Completamente infetto, Barry attacca i suoi amici e riferisce a Rosso, che è pronto a mettere in atto il suo colpo da maestro. Altrove, Iris, Kamilla e Allegra indagano sull'organizzazione che ha trasformato Esperanza in un assassino. Imparano il nome del gruppo, Black Hole, ma la loro unica altra pista viene misteriosamente uccisa.
- Ascolti USA: telespettatori 1 170 000[18]

## L'ultima tentazione di Barry Allen - II Parte
- Titolo originale: The Last Temptation of Barry Allen, Pt. 2
- Diretto da: Michael Nankin
- Scritto da: Kristen Kim e Joshua V. Gilbert

### Trama
Con Flash sotto il suo controllo, Rosso attacca Central City e converte la maggior parte dei suoi cittadini in "Blood Brothers and Sisters". Cisco e Iris discutono su come salvare Barry e fermare Rosso, ma entrambi i loro piani falliscono. Tuttavia, Rosso sceglie di non convertirli a favore della messa in atto della fase finale del suo piano; prendendo l'acceleratore di particelle per diffondere il suo sangue in tutta Central City. Mentre entra, Cisco e Iris si rendono conto che durante il loro ultimo incontro, Barry ha usato la sua connessione con Rosso per salvarli segretamente e dire loro come batterlo. Usando una combinazione di sangue di Rosso, acceleratore di particelle e poteri di Allegra, il Team Flash sovverte il piano di Rosso per curare Central City della sua influenza. Con il suo piano sventato, Rosso si trasforma in un mostro di sangue per uccidere Flash e ricominciare da capo, solo per essere distratto da un'allucinazione di sua madre abbastanza a lungo da permettere al velocista di intrappolarlo nella prigione di Runk. Mentre Rosso viene affidato alla custodia della A.R.G.U.S., il Team Flash trascorre gli ultimi momenti prima della crisi insieme mentre i cieli rossi incombono su di loro. Nel frattempo, Nash scopre un muro di simboli prima che una luce accecante lo trascini dentro.
- Ascolti USA: telespettatori 1 320 000[19]

## Crisi sulle Terre infinite - III Parte
- Titolo originale: Crisis on Infinite Earths: Part Three
- Diretto da: David McWhirter
- Scritto da: Eric Wallace (soggetto); Lauren Certo e Sterling Gates (sceneggiatura)

### Trama
Sulla Waverider di Terra-74 il "Rilevatore di Campioni" di Ray Palmer identifica i tre restanti Paragon: Barry come Paragon dell'amore, J'onn J'onzz (Martian Manhunter) come Paragon dell'onore e per ultimo Ryan Choi, scienziato di Ivy Town, come Paragon dell'umanità, quindi Ralph, Iris e Ray partono per prenderlo. Dopo che Monitor ha ripristinato i poteri di Cisco, Barry, Frost e Nash (ora Pariah) riescono ad entrare nella camera trovata da quest'ultimo, dove trovano un generatore di antimateria e il Flash di Terra-90 che è costretto ad alimentarlo altrimenti esploderebbe distruggendo il resto del Multiverso. Lo liberano con successo, ma il generatore inizia a diventare critico, quindi Pariah recluta Black Lightning da un'altra Terra per aiutare a contenere l'energia. Mentre Barry si prepara a sacrificarsi, Flash di Terra-90 ruba la sua velocità momentaneamente e prende il suo posto distruggendo il generatore. Altrove, John Constantine, Mia Smoak e John Diggle visitano Lucifer su Terra-666 per recuperare l'anima di Oliver Queen, che trovano nel Purgatorio (sotto forma di Lian Yu). Prima che possano andarsene, appare Jim Corrigan, dicendo che il destino di Oliver è quello di diventare lo Spettro. Oliver accetta e la squadra di Constantine viene rimandata sulla Waverider senza di lui. L'onda di antimateria nel frattempo avanza distruggendo tutte le Terre, tranne Terra-1. Mentre gli eroi si riorganizzano, l'Anti-Monitor invia Harbinger, ormai sotto il suo controllo, per ucciderli. Il Monitor prova a respingerlo sacrificandosi, tuttavia, Pariah riesce a teletrasportare in tempo i Paragon al "punto zero". L'Anti-Monitor riesce quindi a distruggere anche Terra-1, l'ultima rimasta, uccidendo anche il resto degli eroi rimasti sulla Waverider. Una volta arrivati i Paragon apprendono che Lex Luthor ha usato il Libro del Destino per sostituire il Superman di Terra-96 con se stesso. La storia continua nell'ottava stagione di Arrow.
- Nota. Con questo episodio prosegue un evento crossover iniziato nell'episodio Crisi sulle Terre infinite - I Parte della serie Supergirl e proseguito nell'episodio Crisi sulle Terre infinite - II Parte della serie Batwoman; la storia prosegue poi in Crisi sulle Terre infinite - IV Parte della serie Arrow e si conclude in Crisi sulle Terre infinite - V Parte della serie Legends of Tomorrow.
- Guest star: Melissa Benoist (Kara Danvers / Kara Zor-El / Supergirl), David Harewood (J'onn J'onzz / Martian Manhunter), Stephen Amell (Oliver Queen / Green Arrow / Spectre), Caity Lotz (Sara Lance / White Canary), Brandon Routh (Ray Palmer / Atom), Katherine McNamara (Mia Smoak / Green Arrow), Tyler Hoechlin (Clark Kent / Superman), Tom Ellis (Lucifer Morningstar) , Ruby Rose (Kate Kane / Batwoman), Audrey Marie Anderson (Lyla Michaels / Harbinger), Jon Cryer (Lex Luthor), Matt Ryan (John Constantine), David Ramsey (John Diggle / Spartan), Osric Chau (Ryan Choi)
- Ascolti USA: telespettatori 1 730 000[20]

## Maratona
- Titolo originale: Marathon
- Diretto da: Stefan Pleszczynski
- Scritto da: Sam Chalsen e Lauren Barnett

### Trama
Dopo la morte di Oliver e gli eventi dell' "Anti-Monitor Crisis", Iris, Allegra, Kamila e Cecile, che hanno formato il Team Citizen, continuano a indagare su un'organizzazione segreta chiamata Black Hole. Iris incontra una fonte anonima che afferma che Black Hole è collegato alle industrie McCulloch Technologies, ma il CEO di McCulloch, Joseph Carver, nega queste affermazioni. Iris ignora i consigli legali di Cecile e decide di scrivere la sua storia su Black Hole, spingendo quest'ultima organizzazione ad assumere il metumano Dr. Kimiyo Hoshi / Doctor Light per uccidere Iris. Nel frattempo, Diggle arriva a Central City per dare a Barry la sua maschera su misura che ha dato a Oliver dalla prima volta che si sono incontrati. Barry nota una traccia del siero di Mirakuru sulla maschera, credendo che contenga un messaggio di avvertimento lasciato da Oliver per una nuova minaccia. I due indagano su Lian Yu solo per scoprire che non ci sono sieri Mirakuru sull'isola. Tornato ai laboratori S.T.A.R. , il team di Iris ha creato una trappola per il Dr. Hoshi mentre Iris si confronta nuovamente con Carver e lo ricatta per essere coinvolto in Black Hole, spingendo Carver a chiamare la cacciatrice di taglie. Carver poi spiega a Iris che suggerisce che la moglie scomparsa, Eva McCulloch, sia collegata a Black Hole. Cisco decide di lasciare il Team Flash dopo che la crisi lo ha reso colpevole per aver preso la cura metaumana e lascia il suo laboratorio nelle mani di Nash Wells. Di notte, Iris ricorda quello che il suo informatore le aveva detto prima di morire e decide di recarsi alle industrie "McCulloch Technologies": entrata di nascosto nell'ufficio di Joseph Carver, dopo aver ispezionato brevemente la stanza, inizia a trafugare nel computer e, dopo un po', scopre un telone che nascondeva uno specchio: quando sente un suono provenire nuovamente dal computer e tenta di avvicinarsi, viene trascinata all'interno dello stesso specchio.
- Ascolti USA: telespettatori 1 270 000[21]

## L'amore è un campo di battaglia
- Titolo originale: Love is a Battlefield
- Diretto da: Sudz Sutherland
- Scritto da: Kelly Wheeler e Jeff Hersh

### Trama
Barry ed Iris progettano una cena romantica in occasione del giorno di San Valentino, ma la serata viene interrotta da Amunet Black, che ruba una preziosa valigetta contenente un dispositivo. Amunet porta le due capsule presso Ivo Labs, dove si scontra con il suo ex fidanzato Goldface, che se la cava con il dispositivo che Amunet stava tentando di rubare. Barry e Iris assistono allo scontro prima di partire con il dispositivo nel breve caso. Dopo una breve discussione con Barry sulle scelte di vita, Iris si allea con Amunet dandole il dispositivo. Dopo, Amunet e Goldface si riconciliano perché Barry, su suggerimento di Iris, distrugge la capsula contenente il fiore. Nel frattempo alla caffetteria, Frost convince Allegra a frequentarsi nuovamente con il suo ex fidanzato e Nash, dopo aver parlato con la metaumana di ghiaccio su comportamenti tipicamente genitoriali, inizia a vedere Harry. Di ritorno a casa, Barry e Iris si chiariscono per delle incomprensioni che il supereroe aveva su di lei: mentre si abbracciano davanti a uno specchio, si scopre che la vera Iris si rivela essere ancora intrappolata allo specchio nella McCulloch Tech e che Eva la stava imitando per tutto il tempo.
- Ascolti USA: telespettatori 1 130 000[22]

## Una ragazza di nome Sue
- Titolo originale: A Girl Named Sue
- Diretto da: Chris Peppe
- Scritto da: Thomas Pound e Lauren Certo

### Trama
Nella dimensione dello specchio, Iris incontra Eva, che è rimasta bloccata nel Mirrorverse da quando l'acceleratore di particelle l'aveva buttata nel suo specchio. Da allora non è più riuscita a trovare la via d'uscita. Iris suggerisce di provare la stessa strategia che hanno usato quando Sam Scudder ha intrappolato Barry nella Dimensione Specchio. L'impostore di Iris chiede l'accesso alla Mirror Gun per aiutare la ricerca di Black Hole. Quando nel seminterrato, ha un incontro con Nash che sta ancora avendo delle visioni di Harry. Dibny finalmente incontra Sue Dearbon che viene presa di mira dal gangster John Loring. Durante un breve raid nel nascondiglio di Loring, Ralph rivela a Sue di essere un meta-umano. Quando si trovano nel banca dove si tiene un libro mastro di John Loring, Sue inganna Ralph e lo lascia nel caveau. Ralph fugge e usa la sua elasticità per proteggere Sue dai proiettili sparati. Ultraviolet si presenta e si scontra con Loring e i suoi uomini prima di prendere di mira Ralph e Sue. Dopo aver preso il diamante di cui aveva bisogno, Sue fugge mentre Ultraviolet combatte Ralph. Quando Ralph rivela che sono stati ingannati entrambi, Ultraviolet se ne va. Loring e i suoi uomini si alzano e vengono ammanettati da Flash e arrestati dalla polizia con Joe che dice al direttore della banca che l'uomo allungabile stava lavorando con loro. 
Iris scopre che Eva può manipolare lo specchio mentre lo rimette insieme. Infine nel suo nascondiglio, Sue analizza il diamante rubato che ha l'icona di Black Hole su di esso.
- Ascolti USA: telespettatori 1 100 000[23]

## Il mio amico Grodd
- Titolo originale: Grodd Friended Me
- Diretto da: Stefan Pleszczynski
- Scritto da: Kristen Kim e Joshua V. Gilbert

### Trama
Mentre cerca il cimitero dove sono sepolti i suoi genitori, Barry trova Hartley Rathaway che rapina una gioielleria. Kamilla e Chester forniscono assistenza mentre il resto del Team Flash è occupato, ma Rathaway fugge. Mentre aggiorna Gideon, Barry finisce accidentalmente nella mente di Grodd mentre quest'ultimo è ancora nel suo coma indotto da inibitori neurali. Grodd dice a Barry che a causa della crisi, voleva fare ammenda per quello che ha fatto e tornare a Gorilla City per vivere in pace. Barry non gli crede, ma quando cerca di scappare, viene fermato dal "guardiano", Solovar. Dopo che Barry si è riconciliato con Grodd, lavorano insieme per sconfiggere Solovar mentre Chester li aiuta a separare le loro menti. A seguito di ciò, l'A.R.G.U.S. organizza il rilascio di Grodd in libertà vigilata e, dopo un breve chiarimento, Barry offre a Chester la possibilità di rimanere, aiutandolo a catturare Rathaway. Nel frattempo, Iris ed Eva fanno un altro tentativo di sfuggire alla dimensione dello specchio, utilizzando il prototipo della macchina inventata da Eva (la R-CEM) ma quest'ultima rivela ad Iris che non può funzionare; Iris vuole una spiegazione e allora Eva, per convincere la ragazza, allunga le braccia dentro lo specchio, ustionandosele: quando Iris va in magazzino per prendere delle bende, Eva contatta l'altra Iris e si scopre che la donna può controllare lo specchio: il doppione, che nel frattempo ha copiato su un drive alcune informazioni dal computer della polizia nell'ufficio di Joe, subisce le stesse ferite prima che Eva le guarisse e la rimprovera del gesto ma Eva la rassicura di non preoccuparsi e che il gesto è stato fatto per guadagnare tempo. Altrove, Allegra è insieme a Nash per un esperimento sulle particelle e, dopo che questo si rivela essere un fallimento, scopre, attraverso una fotografia vicino alla giacca di Nash, di avere una doppelgänger che ha lavorato per lui. A quel punto Nash chiede aiuto a Frost ma la ragazza gli dice solo di dirle la verità: quando finalmente trova il coraggio per cercare di spiegarsi, di fronte all'ufficio, viene bloccato da un altro suo doppelgänger, Sherloque Wells, che lo avverte che Thawne sta arrivando.
- Ascolti USA: telespettatori 1 170 000[24]

## Morte della forza della velocità
- Titolo originale: Death of the Speed Force
- Diretto da: Brent Crowell
- Scritto da: Sam Chalsen e Emily Palizzi

### Trama
Wally West torna a Central City e, durante il suo ritorno, salva due persone a bordo di un elicottero insieme al pilota: dopodiché smonta pezzo per pezzo lo stesso mezzo volante, riportandolo a terra, per evitare una collisione contro un grattacielo. A Wally viene organizzata una festa di benvenuto, in cui, senza farlo apposta, si imbuca anche Cisco. Dopo la festa, si scopre che la causa di quell'attentato è stata Frida Novikov/Turtle 2.0, un metaumano in grado di manipolare il tempo. Poco dopo, il miglior amico di Barry è nel laboratorio per cercare di trovare un sistema per fermare la Novikov e in quell'istante appare Nash: dopo i soliti convenevoli, i due hanno una discussione accesa perché Nash non riesce a convincerlo che, nonostante la crisi appena compiuta, è riapparso Thawne e Cisco, furibondo con lo scienziato, ha altro per la testa. Altrove, Wally incontra Barry al laboratorio della polizia e gli dice che la Forza della Velocità sta morendo a causa dell'aumento della velocità di Barry da parte di Spettro durante la crisi e Barry non si dà pace per questa notizia perché Wally lo accusa di aver fatto tutto da solo, senza aver chiesto aiuto a qualcuno. Nel frattempo, Frida Novikov/Turtle 2.0 riesce ad uccidere una delle due persone, mentre aspettava un caffè al bar; si scoprirà presto che la donna morta era un informatore di Joe che lavorava in Russia proprio per tenere d'occhio Frida Novikov/Turtle 2.0, solo che quest'ultima è sfuggita alle autorità locali. Il metaumano si presenta alla centrale di polizia tenendo in ostaggio Joe ma alla fine viene sconfitto dallo stesso poliziotto, con l'aiuto di Flash e Kid Flash. Più tardi, Cisco viene attaccato da Thawne, che è rimasto intrappolato nella Forza della Velocità negativa e che quindi ha preso il corpo di Nash. Dopo essere stato messo K.O. da Cecile, Thawne viene poi imprigionato nel tunnel. Barry e Cisco hanno un colloquio con Thawne, il quale dice loro che è tornato per uccidere il supereroe e tutte le persone a cui tiene ma rivela anche che sa della morte della Forza della velocità e che lui è sopravvissuto perché ha creato una "sua" forza della velocità. Barry, con l'aiuto di Caitlin e Cisco, decide di creare la sua forza di velocità per evitare di perdere i suoi poteri. Intanto Kamilla scopre una fotografia digitale che rivela la vera natura di Iris-specchio ma viene scoperta da quest'ultima e, grazie ad una pistola spara raggi-specchio, rinchiude anche lei nello specchio.

- Ascolti USA: telespettatori 1 030 000[25]

## L'esorcismo di Nash Wells
- Titolo originale: The Exorcism of Nash Wells
- Diretto da: Eric Dean Seaton
- Scritto da: Lauren Barnett e Sterling Gates

### Trama
A Barry viene fornito da Cisco e Caitlin un "Misuratore di velocità", un dispositivo per monitorare i limiti di velocità di Barry. Poi trovano il modo di liberare la mente di Nash da Thawne, che ora è in grado di possedere le persone nutrendosi delle loro emozioni negative. Più tardi, Cisco esegue un esorcismo su Nash con l'aiuto di Cecile che traccia la presenza di Thawne. Alla CCPD, Singh sospetta una talpa all'interno del dipartimento di Joe. Nel frattempo, Eva invia Iris-specchio e Kamilla-specchio per rubare un rifrattore prismatico di cui ha bisogno per i suoi "piani a lungo termine" dai laboratori Mercury ma vengono attaccate da un altro assassino del Black Hole con lo pseudonimo di "Sunshine", che viene fermato da Frost e Barry, che si inietta il Velocity-X (un siero creato da Cisco per aumentare la sua velocità) ignorando il consiglio di Caitlin di non procedere ma il suo corpo lo rifiuta. Durante lo scambio del rifrattore prismatico con A.R.G.U.S., Joe, Singh e Barry attirano Sunshine nel laboratorio CSI di Barry, dove Barry copre le finestre, rendendo le sue capacità inutili. Tornata agli Star Labs, Cecile si rende conto che Thawne sta intrappolando Nash in un loop dei ricordi passati di quest'ultimo. Barry suggerisce di entrare nella mente di Nash. Lì dentro, Cisco incoraggia un Nash riluttante a confrontarsi con i suoi ricordi, mentre Thawne si fa beffe di Barry per ciò che è successo a Nora. Per affrontare le sue emozioni, Nash rivive il ricordo di Maia, doppelgänger di Allegra di Terra-712, che era come una figlia per lui e che è morta su Terra-13 un anno prima durante un'escursione. Nash alla fine imprigiona Thawne nella sua Forza della Velocità Negativa, mentre il gruppo torna a casa e Nash riprende il controllo del suo corpo. Tuttavia, Cisco informa Nash che le menti dei precedenti Wells saranno ancora nella sua testa. Barry si scusa con Caitlin per aver usato il Velocity-X e poi pensa di usare il diario di Nora per trovare il modo di creare una Forza di velocità. Altrove, Iris-specchio e Kamilla-specchio riportano il rifrattore prismatico a Eva che progetta di usarlo come parte della sua fuga.
Hanno detto dopo la scena finale di Iris - specchio e Kamilla-specchio insieme: il successo è assicurato.
- Ascolti USA: telespettatori 1 190 000[26]

## Arrivederci e buonanotte
- Titolo originale: So Long and Goodnight
- Diretto da: Alexandra La Roche
- Scritto da: Kristen Kim e Thomas Pound

### Trama
Mentre Iris si è ormai abituata al mondo degli specchi, rivela a Eva che suo marito è Flash, che potrebbe essere in grado di salvarli se riuscissero a comunicare con lui. Eva dirige Iris-specchio per assicurarsi che Barry perda la sua velocità. Nel frattempo, Carver assume Rag Doll per uccidere Joe. Dopo che la sua auto è stata sabotata, Singh spinge Joe ad entrare nella Protezione Testimoni, ma lui si rifiuta. Rag Doll attacca direttamente Joe, che viene colpito quando Barry non riesce a prendere tutti i proiettili. Mentre Joe cerca e non riesce a trovare prove su Carver, Rag Doll rapisce Cecile. Barry combatte Rag Doll mentre Joe salva Cecile. Questi incidenti convincono Joe ad accettare l'offerta di Singh, mentre Singh si rivela essere un altro dei duplicati di Eva. Eva fa mandare uno specchio a Carver per dargli un'ultima possibilità di scusarsi con lei ma lui rifiuta e distrugge lo specchio. Iris-specchio è furiosa perché Barry non è riuscito a proteggere Joe e non ha potuto dirgli addio, dopodiché decide di buttarlo fuori di casa, proprio mentre il suo indicatore di velocità scende nella zona di pericolo. Nel frattempo, Ralph e Cisco trovano Sue che rapina le banche di Carver, che lei sostiene stia ricattando i suoi genitori. Dopo aver avuto un dialogo pacificatore con Ralph, la ragazza si scusa per averlo manipolato consegnandogli il diamante rubato nel caveau della banca quando si videro la prima volta, ma continua a rifiutare il suo aiuto.
- Ascolti USA: telespettatori 1 090 000[27]

## Liberazione
- Titolo originale: Liberation
- Diretto da: Jeff Byrd
- Scritto da: Jonathan Butler e Gabriel Garza

### Trama
Barry si convince che Iris-specchio non è sua moglie. Con una scettica Cecile, trova una copia della foto di Iris-specchio di Kamilla. Tuttavia, la sua attrezzatura viene scambiata da Eva e mostra invece Barry come il falso, così si rinchiude, anche se Cecile in seguito lo libera. I duplicati di Iris, Kamilla e Singh si avvicinano a Ramsey Rosso per una goccia di sangue in cambio della sua liberazione. Kamilla-specchio si sacrifica per questo, ma Rosso sceglie di rimanere imprigionato per i suoi stessi piani, dando a Iris-specchio il suo sangue dopo aver ammesso di voler vivere. Nel mondo degli specchi, Iris scopre il tradimento di Eva ma viene catturata. Iris-specchio dona a Eva il sangue e le ferite di un Barry indebolito. Guardando la battaglia, Iris si fa beffe di Eva perché ama ancora Carver, il che danneggia Iris-specchio. Barry convince Iris-specchio a essere se stessa ma Eva la uccide e se ne va in libertà. Eva non vede l'utilità di uccidere un Flash impotente e gli rivela di aver duplicato Kamilla e Singh, dopodiché se ne va. Barry guarisce e lui e Iris promettono separatamente di non arrendersi mai. Nel frattempo, Cisco e Ralph trovano Caitlin ancora in difficoltà per guarire, e decidono di parlare con la madre.
- Ascolti USA: telespettatori 1 180 000[28]

## Paga il Pifferaio
- Titolo originale: Pay the Piper
- Diretto da: Amanda Tapping
- Scritto da: Jess Carson

### Trama
Barry fa visita a Joe per dirgli della scomparsa di Iris e della morte di Iris-specchio. Ai Laboratori S.T.A.R., rivela che Eva era dietro i cloni di Iris-specchio e la sua incertezza su Iris e Kamilla. In seguito agli attacchi di quattro droni incomunicabili di Godspeed durante tutto l'anno, Godspeed attacca, cercando di drenare la velocità di Barry usando vibrazioni fragorose. Rendendosi conto di aver bisogno di un esperto di vibrazioni, Barry va da Hartley, che lo odia nella linea temporale post-crisi. Uno dei suoi scagnozzi, Roderick, è stato destabilizzato a livello molecolare quando Flash ha combattuto contro Hartley anni prima; Hartley, durante un colloquio con Barry, ammette che Roderick è il suo ragazzo. Iris trova Kamilla nello specchio e le spiega tutto. Godspeed acquisisce la velocità di tutti gli altri Godspeed rinchiusi ad Iron Heights, prima di prendere alcune persone in ostaggio. Barry e Hartley uniscono i loro poteri per fermare Godspeed; dopo lo scontro, in cui Barry esce vincitore, si accorgono che Godspeed perde del liquido, quasi come fosse sangue e Nash intuisce che grazie a quel liquido si può far tornare come prima Roderick. Ad Iron Heights, Godspeed dice a Barry che chi l'ha mandato vuole la velocità infinita; si scopre che questo Godspeed è un altro drone. Barry recupera la sua fiducia per sconfiggere Eva e Cisco crede di poter costruire una nuova Forza della Velocità usando qualcosa di Atlantide. Iris comincia a soccombere allo stesso degrado neurologico che Eva ha subito a causa dell'esposizione a lungo termine al Mirrorverse. Frost ammette a Ralph di avere paura di incontrare la madre di Caitlin. Altrove, Eva si prepara ad affrontare il marito.
- Ascolti USA: telespettatori 1 220 000[29]

## Il successo è assicurato
- Titolo originale: Success is Assured
- Diretto da: Philip Chipera
- Scritto da: Kelly Wheeler e Lauren Barnett

### Trama
Barry mette in guardia Carver su Eva, ma Carver sente che i suoi metaumani di Esperanza, Kimiyo e Sunshine sono una protezione sufficiente. Carver torna da Barry quando Eva rapisce i tre. Singh-specchio si offre di restituire Iris in cambio della rinuncia di Barry a Carver, ma Nash li fa fuggire prima che Barry risponda. Nascondendosi nell'edificio rinforzato di McCulloch, Ralph scopre che Sue si è unita a Black Hole per uccidere Carver, ma cerca di dissuaderla. Nel frattempo, c'è un attacco del trio metaumano, che si è unito alla squadra di Eva per vendicarsi di Carver. Mentre Nash, Allegra, Sue e Elongated Man li combattono, Singh-specchio si sacrifica per far entrare Eva nell'edificio, mettendo al tappeto Barry. Eva uccide Carver con frammenti di specchio, nonostante il tentativo di Flash di fermarla. Prende il controllo della McCulloch Technologies e lascia andare Flash e i suoi amici nonostante la promessa di Flash di non smettere mai di inseguire Eva. Eva si rivela al pubblico, dicendo di essere stata tenuta in ostaggio da un'organizzazione criminale e salvata da Carver, ma lui viene ucciso poco dopo. Sue crede di essere libera con Carver morto ma Ralph le rivela che Eva l'ha incastrata per l'omicidio di Carver. Il team ha intenzione di riabilitare il suo nome e di salvare i prigionieri del Mirrorverse e per farlo Cecile ritorna dalla protezione testimoni assieme a Joe mentre Caitlin parte con la madre per i suoi esami medici. Nel frattempo, Iris è in grado di concentrarsi abbastanza da leggere i monitor dei Mirrorverse STAR Labs per trovare la posizione di Singh, ma la dissonanza neurale si intensifica al punto che Iris scompare inspiegabilmente davanti a Kamilla.
- Ascolti USA: telespettatori 1 080 000[30]